# Vuelta a España 1979
Das Radrennen zur 34. Vuelta a España wurde in 23 Abschnitten und 3373,6 Kilometern vom 24. April bis zum 13. Mai 1979 ausgetragen. Der Gewinner war der Niederländer Joop Zoetemelk, die Bergwertung gewann Felipe Yáñez, die Punktewertung gewann Alfons De Wolf. Die Meta Volantes-Wertung gewann Roger De Cnijf und das Team KAS in der Mannschaftswertung.

## Etappen
| Etappe | von                  | nach                 | km         | Gewinner              | Maillot amarillo      |
| ------ | -------------------- | -------------------- | ---------- | --------------------- | --------------------- |
| Prolog | Jerez de la Frontera | Jerez de la Frontera | 6,3 (EZF)  | Joop Zoetemelk        | Joop Zoetemelk        |
| 1      | Jerez de la Frontera | Sevilla              | 156        | Sean Kelly            | Joop Zoetemelk        |
| 2      | Sevilla              | Córdoba              | 188        | Alfons De Wolf        | Joop Zoetemelk        |
| 3      | Córdoba              | Sierra Nevada        | 190        | Felipe Yáñez          | Joop Zoetemelk        |
| 4      | Granada              | Puerto Lumbreras     | 222        | Roger De Cnijf        | Joop Zoetemelk        |
| 5      | Puerto Lumbreras     | Murcia               | 139        | Juan Argudo           | Joop Zoetemelk        |
| 6      | Murcia               | Alcoi                | 171        | Christian Levavasseur | Christian Levavasseur |
| 7      | Alcoi                | Sedaví               | 173        | Alfons De Wolf        | Christian Levavasseur |
| 8A     | Sedaví               | Benicàssim           | 145        | Sean Kelly            | Christian Levavasseur |
| 8B     | Benicàssim           | Benicàssim           | 11,8 (EZF) | Joop Zoetemelk        | Christian Levavasseur |
| 9      | Benicàssim           | Reus                 | 193        | Alfons De Wolf        | Christian Levavasseur |
| 10     | Reus                 | Saragossa            | 230        | Noël Dejonckheere     | Christian Levavasseur |
| 11     | Saragossa            | Pamplona             | 183        | Noël Dejonckheere     | Christian Levavasseur |
| 12     | Pamplona             | Logroño              | 149        | Frans Van Vlierberghe | Christian Levavasseur |
| 13     | Haro                 | Peña Cabarga         | 180        | Ángel López del Álamo | Joop Zoetemelk        |
| 14     | Torrelavega          | Gijón                | 178        | Bernardo Alfonsel     | Joop Zoetemelk        |
| 15     | Gijón                | León                 | 156        | Lucien Van Impe       | Joop Zoetemelk        |
| 16A    | León                 | Valladolid           | 134        | Adri van Houwelingen  | Joop Zoetemelk        |
| 16B    | Valladolid           | Valladolid           | 22 (EZF)   | Alfons De Wolf        | Joop Zoetemelk        |
| 17     | Valladolid           | Ávila                | 204        | Francisco Albelda     | Joop Zoetemelk        |
| 18A    | Ávila                | Colmenar Viejo       | 155        | Miguel María Lasa     | Joop Zoetemelk        |
| 18B    | Colmenar Viejo       | Azuqueca de Henares  | 104        | Cees Bal              | Joop Zoetemelk        |
| 19     | Madrid               | Madrid               | 84         | Alfons De Wolf        | Joop Zoetemelk        |

## Endstände

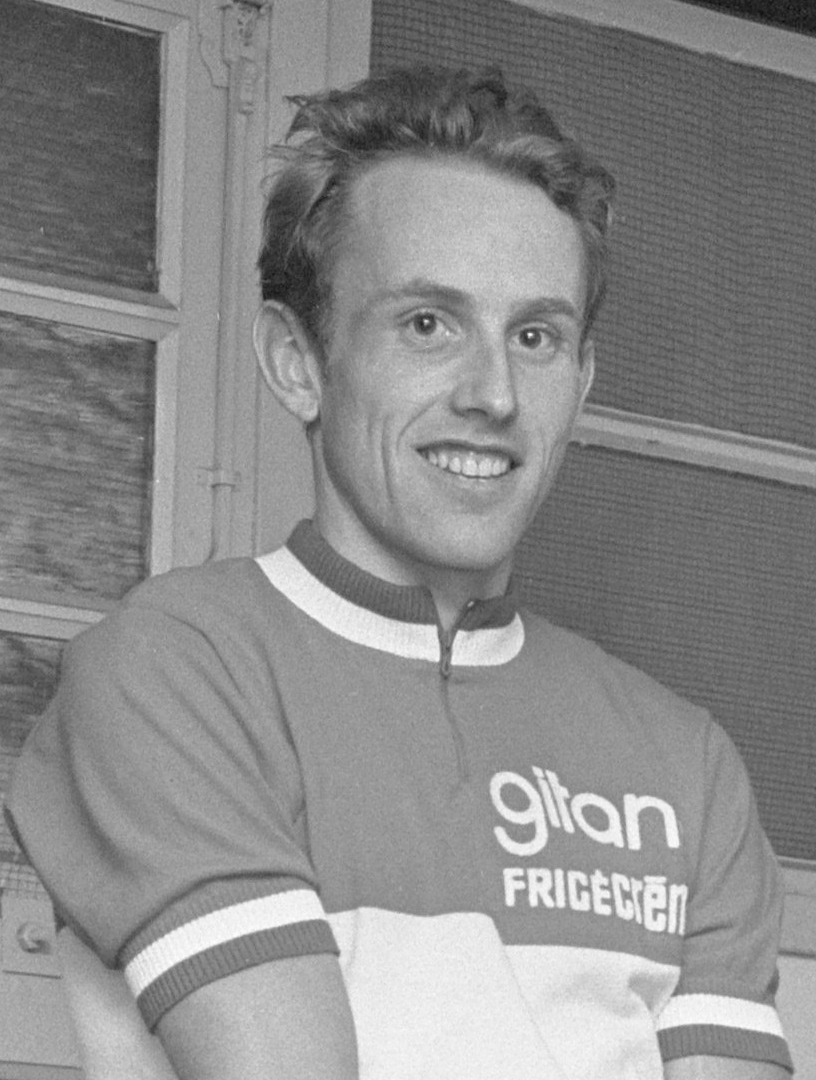
Der Sieger Joop Zoetemelk

| Sieger                | Joop Zoetemelk      | 94:57:03 h  |
| Zweiter               | Francisco Galdós    | + 2:43 min  |
| Dritter               | Michel Pollentier   | + 3:21 min  |
| Vierter               | Faustino Rupérez    | + 5:51 min  |
| Fünfter               | Lucien Van Impe     | + 6:30 min  |
| Sechster              | Pedro Torres Cruces | + 6:49 min  |
| Siebter               | Felipe Yáñez        | + 7:41 min  |
| Achter                | Christian Seznec    | + 8:03 min  |
| Neunter               | Alfons De Wolf      | + 10:01 min |
| Zehnter               | Julián Andiano      | + 10:52 min |
| Punktewertung         | Alfons De Wolf      | 249 P.      |
| Zweiter               | Noël Dejonckheere   | 173 P.      |
| Dritter               | Joop Zoetemelk      | 139 P.      |
| Bergwertung           | Felipe Yáñez        | 96 P.       |
| Zweiter               | Vicente Belda       | 65 P.       |
| Dritter               | Joop Zoetemelk      | 47 P.       |
| Meta Volantes-Wertung | Roger De Cnijf      | 63 P.       |
| Teamwertung           | KAS                 | 284:57:15 h |